# Ali Baba (spil)
Ali Baba er et familiespil, der går ud på, at læsse en række effekter på en figur, der forestiller en kamel. Figuren er presset sammen om en fjeder, og når der er tilstrækkelig vægt på kamelen udløses fjederen, hvorefter kamelens last smides af. Spillets taber er den, der forårsager, at kamelen springer op og smider bagagen af. 
Spillet henvender sig primært til yngre børn.

## Eksterne links
- Video på YouTube om hvorledes man bedst får kamelen til at blive nede

| Spil | Spire Denne artikel om spil eller lege er en spire som bør udbygges. Du er velkommen til at hjælpe Wikipedia ved at udvide den. |